# Лялино (Сюмсинський район)
Ля́лино (рос. Лялино) — присілок у складі Сюмсинського району Удмуртії, Росія.
Населення — 68 осіб (2010; 74 в 2002).
Національний склад (2002):
- удмурти — 70 %
- росіяни — 27 %

## Урбаноніми[3]
- вулиці — Деревенська, Молодіжна, Центральна